# Paolo Pizzetti
Paolo Pizzetti (Parma, 24 de julho de 1860 – Pisa, 14 de abril de 1918) foi um geodesista, astrônomo e geofísico italiano.
Pizzetti estudou em Roma, onde foi depois de formar-se assistente. Com Giuseppe Pisati e Enrico Pucci efetuou medidas gravimétricas. Em 1886 tornou-se por concurso professor de geodésia na Universidade de Gênova e a partir de 1900 professor de geodésia na Universidade de Pisa.
Escreveu o artigo Höhere Geodäsie na Encyklopädie der mathematischen Wissenschaften. Em 1905 publicou em Bolonha seu Trattato di Geodesia Teoretica.